# Paul Koehler
Paul Adam Koehler (nacido el 9 de septiembre de 1983) es el baterista de la banda canadiense Silverstein. Él también está implicado en varios negocios, sobre todo una compañía de ropa llamada Liars! Manifesto.
Comenzó a tocar la batería a los 13 años. Está comprometido con una chica llamada Jessica Schnell. Es el baterista de Silverstein desde su creación hace 10 años.
Tiene el cabello oscuro, largo. Paul es un autoproclamado straight edge y lo ha sido desde la edad de dieciséis años. Paul no fuma, no bebe alcohol ni consume drogas ilícitas, y ha declarado que no lo ha hecho y jamás lo hará. Además sigue el estilo de vida vegano.